# Ósculo
Em Zoologia, denomina-se ósculo à abertura principal da espongiocele, na extremidade livre do corpo dos animais do filo Porifera - as esponjas.
Como uma estrutura muito simples, as esponjas alimentam-se e respiram por filtração: a água entra no espongiocele através de orifícios na parede do corpo (os ostia) e sai pelo ósculo.
A parede do esponjiocele é forrada por células flageladas (os coanócitos) que, juntamente com as contrações da parede, criam a corrente de renovação da água.